# Пукара-де-Китор

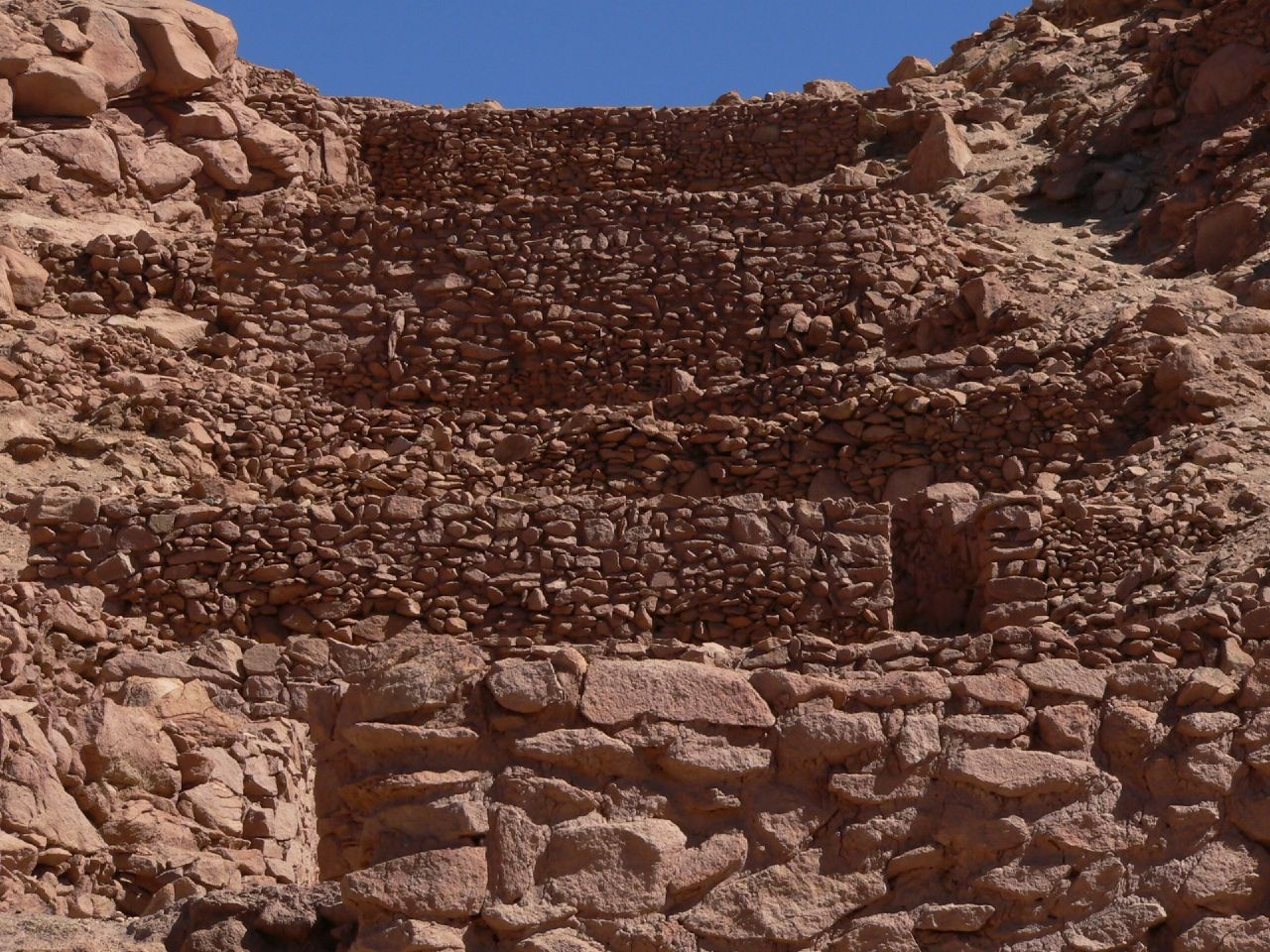
Часть комплекса — вид изнутри

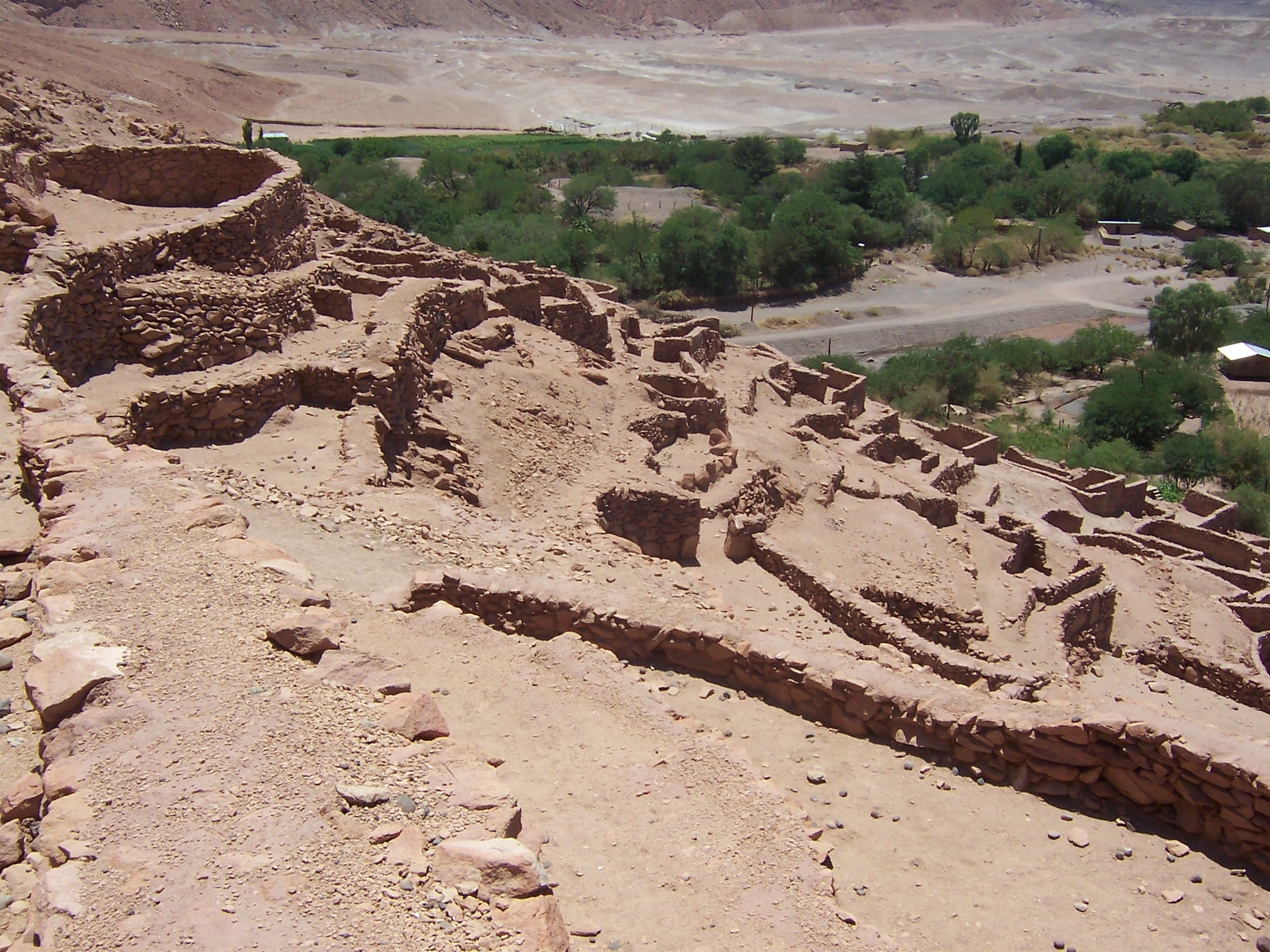
Деревня Китор

Пукара́-де-Кито́р (Pukará de Quitor или Pucará de Quitor — «крепость Китор») — доколумбово селение и археологический памятник на севере Чили, в 3 км к северу от города Сан-Педро-де-Атакама. Деревня (Китор, Quitor) известно своей каменной крепостью, которая датируется XII веком и с 1982 г. имеет статус национального монумента Чили.